# Dorfkirche Haßleben

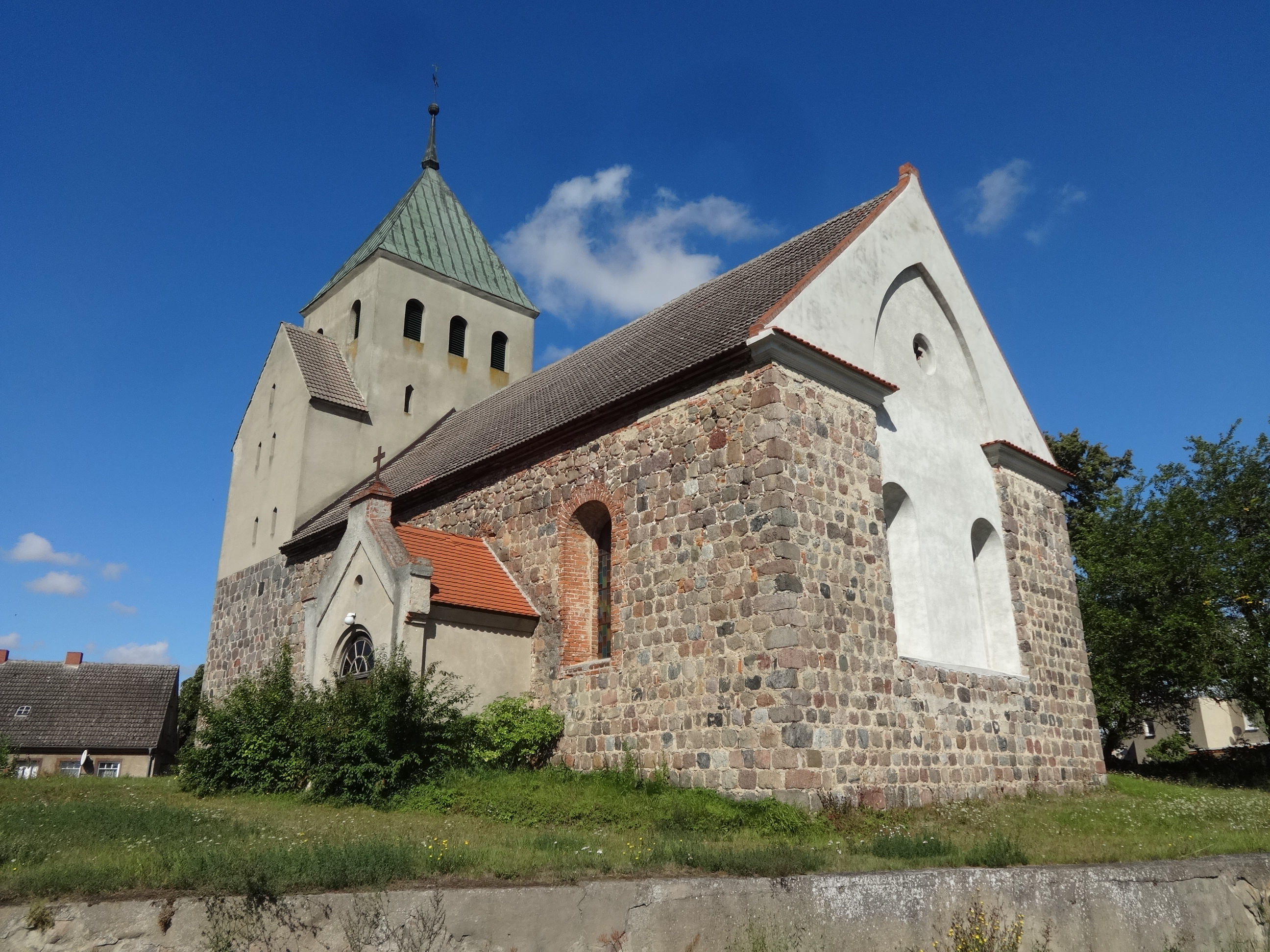
Dorfkirche Haßleben

Die evangelische Dorfkirche Haßleben ist eine Feldsteinkirche aus der zweiten Hälfte des 13. Jahrhunderts in Haßleben, einem Ortsteil der Gemeinde Boitzenburger Land in Landkreis Uckermark in Brandenburg. Sie gehört zum Pfarrsprengel Gerswalde im Kirchenkreis Uckermark der Evangelischen Kirche Berlin-Brandenburg-schlesische Oberlausitz.

## Geschichte
Der Sakralbau entstand in der zweiten Hälfte des 13. Jahrhunderts. 1887 errichtete die Kirchengemeinde an der südlichen Wand des Kirchenschiffs aus Mauerstein eine Vorhalle. Im Jahr 1913 sanierte sie den Turmunterbau, erneuerte das Portal und stockte den Kirchturm um ein weiteres Geschoss auf.

## Architektur

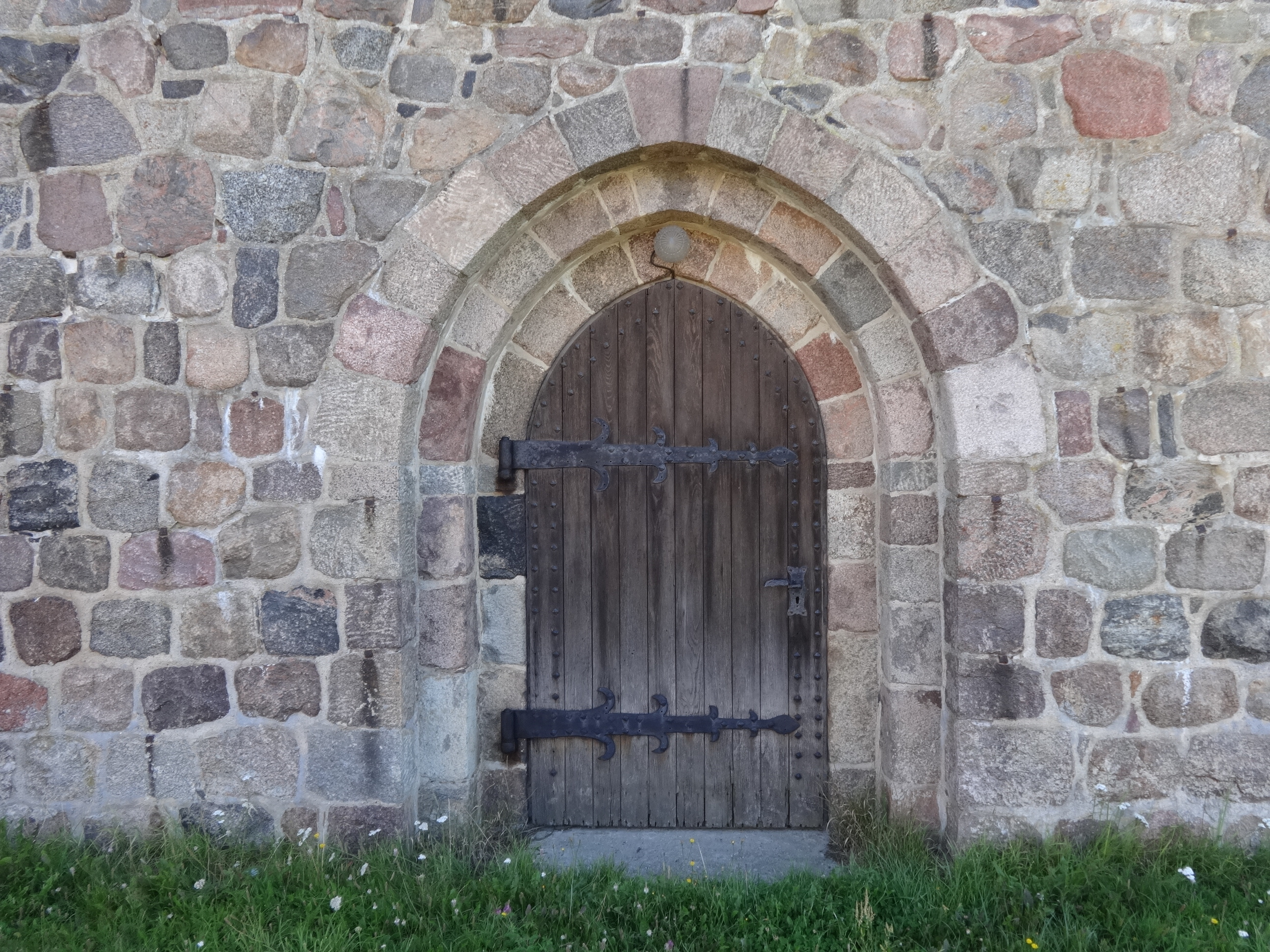
Westportal

Der Grundkörper wurde aus behauenen und weitgehend geschichteten Feldsteinen errichtet. In der südlichen Wand des Kirchenschiffs ist in etwa in seiner Mitte ein segmentbogenförmiges Fenster, dessen Gewände mit rotem Mauerstein eingefasst ist. Links davon sind die deutlich kleineren Reste eines mittlerweile mit Feldsteinen zugesetzten Fensters erkennbar. Rechts ist ein verputzter, quadratischer Anbau mit einem schlichten Satteldach sowie kleinen Fialtürmchen an der südlichen Giebelseite. Am Übergang vom Dachfirst des Anbaus zum Chor sind an der Wand des Kirchenschiffs ebenfalls Reste eines vergleichbaren, zugesetzten Fensters erkennbar. Der Chor ist gerade und bis zur Traufe aus Feldsteinen errichtet. Die ursprüngliche Dreifenstergruppe ist nicht mehr vorhanden. Vielmehr wurde eine spitzbogenförmige Blende eingebaut, die sich vom Chor bis in den verputzten Giebel zieht. In der Chorwand sind zwei Fenster, im Giebel in einer Vertiefung ein Kreuz erkennbar. Die nördliche Wand des Kirchenschiffs ist vergleichsweise schlicht aufgebaut: drei barock vergrößerte Fenster, die mit rötlichem Mauerstein eingefasst wurden. Ein umlaufender Fries trennt das Kirchenschiff vom mit schwarzen Ziegeln gedeckten Satteldach.
Der querrechteckige Westturm nimmt die gesamte Breite des Kirchenschiffs auf. Er wurde bis zur Höhe der Traufe des Kirchenschiffs ebenfalls aus weitgehend sorgfältig behauenen und lagig geschichteten Feldsteinen errichtet. Der darüber befindliche Teil wurde 1913 aus verputztem Mauerwerk erbaut, in das mehrere, schmale Öffnungen eingelassen wurden. Oberhalb eines quer gesetzten Satteldachs erhebt sich das obere, mittlere Turmgeschoss mit weiteren, segmentbogenförmigen Öffnungen. Darüber ist ein mit Kupfer eingedecktes Pyramidendach, das mit Turmkugel und Wetterfahne abschließt. Der Turm wird durch ein zweifach gestuftes Portal von Westen aus betreten, das in Feldsteinen eingefasst ist. Darüber sind zwei schmale und rechteckige Fenster. Im oberen Geschoss ist die Jahreszahl 1913 der letzten Sanierung angebracht.

## Ausstattung
Die neugotische Kanzel stammt aus dem Jahr 1887. Hinter dem Altar hängen zwei Gemälde aus dem 18. Jahrhundert, die die Kreuzigung Christi und die Kreuzabnahme zeigen. Die Orgel auf der Westempore erbaute Friedrich Hermann Lütkemüller im Jahr 1887. Das Bauwerk ist in seinem Innern flach gedeckt.